# Casa do Faial
A Casa do Faial é uma propriedade rural com casa de habitação na freguesia de Abade de Neiva.
No século XIII a Casa do Faial já é referida nas Inquirições de D. Afonso III, fazendo então parte da comenda de Cabo Monte, na posse da Ordem do Templo. Ao ser extinta esta ordem, em 1319, os seus bens passam para a Ordem de Cristo, passando a ser comenda desta ordem. No século XVII a casa sofreu um violento incêndio, sendo depois totalmente reconstruida. No início do século XIX foi adquirida por Gaspar Werneck, passando depois para as mãos dos Viscondes da Barrosa, familiares dos antigos proprietários, os Azevedos de São João de Rei, sendo a casa então remodelada.